# Jim Cirile
James Michael „Jim“ Cirile (* 1964) ist ein US-amerikanischer Drehbuchautor, Filmschauspieler und Filmproduzent.

## Leben
Cirile studierte von 1982 bis 1985 an der State University of New York at Purchasean und schloss ein Kunst- und Filmstudium ab. Anschließend erhielt er ein Zertifikat im Drehbuchverfassen vom UCLA Professional Program. Er begann als Drehbuchautor und Filmproduzent beim New Yorker Low-Budget-Filmproduktionsunternehmen Reeltime. Später zog er nach Los Angeles, wo er als Produktionsassistent und später stellvertretender Koordinator arbeitete. 2002 war er einer der Mitbegründer von Coverage Ink, einer Filmproduktionsgesellschaft, 2010 gründete er das Unternehmen Blackbeard for Men.
Sein Schauspieldebüt gab Cirile 1987 im Musik-Horrorfilm Im Angesicht der Hölle von Jon Mikl Thor in der Rolle des Stig. Im selben Jahr assistierte er dem Produktionsteam für die Filme Lurkers und Blood Sisters. Im Folgejahr hatte er die Rolle des Norman im Horrorfilm Prime Evil - Im Namen des Satans inne, für den er auch als Produktionsassistent mitwirkte. 1989 schrieb er das Drehbuch für die Horrorkomödie Banned. 1996 erschienen die Filme Hawk’s Vengeance und Outgun – Die Kopfgeldjäger, für die er das Drehbuch schrieb. 1997 erschien mit Hardball – Die Kopfgeldjäger 2 die Fortsetzung von Outgun. 

## Filmografie

### Schauspiel
- 1987: Im Angesicht der Hölle (Rock ’n’ Roll Nightmare)
- 1988: Prime Evil - Im Namen des Satans (Prime Evil)
- 2012: Liberator (Kurzfilm)
- 2019: To Your Last Death (Zeichentrickfilm, Sprechrolle)

### Drehbuch
- 1989: Banned
- 1996: Outgun – Die Kopfgeldjäger (Bounty Hunters)
- 1996: Hawk’s Vengeance
- 1997: Hardball – Die Kopfgeldjäger 2 (Bounty Hunters 2)
- 2008: Showdown of the Godz (Kurzfilm)
- 2012: Liberator (Kurzfilm)
- 2019: To Your Last Death

### Produktion
- 1987: Lurkers
- 1987: Blood Sisters
- 1988: Prime Evil - Im Namen des Satans (Prime Evil)
- 1989: Banned
- 1990: Totally Hidden Video (Fernsehserie)
- 1990: Atemloser Sommer (Side Out)
- 1991: Der Giftzwerg (Driving Me Crazy)
- 1991: Jack allein im Serienwahn (Delirious)
- 1991: Robodad
- 1991: Playboy 360 (Fernsehserie)
- 1992: How’d They Do That? (Fernsehserie)
- 2008: Showdown of the Godz (Kurzfilm)
- 2012: Liberator (Kurzfilm)
- 2019: To Your Last Death